# Petorca

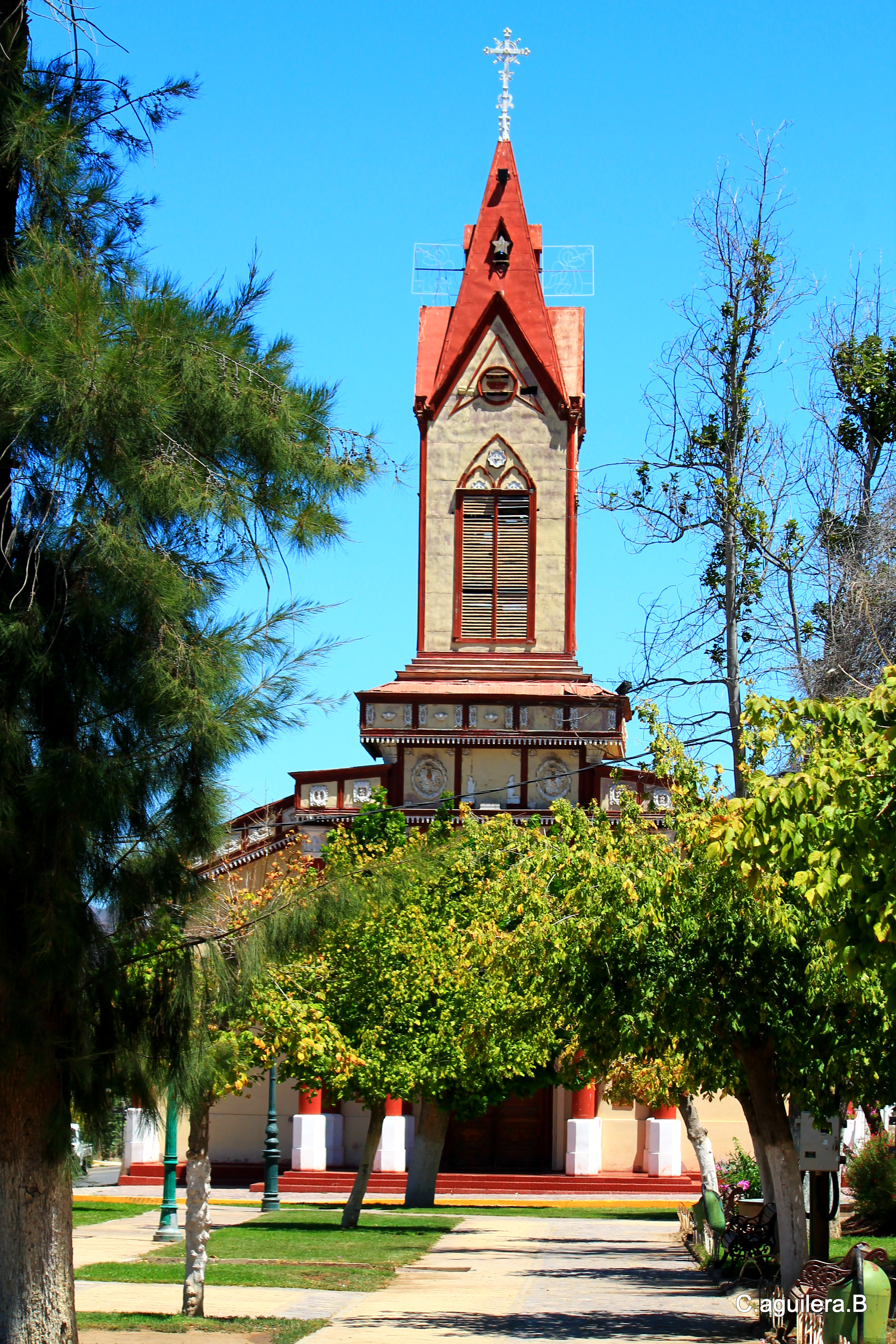
Iglesia de la Merced Petorca Chile

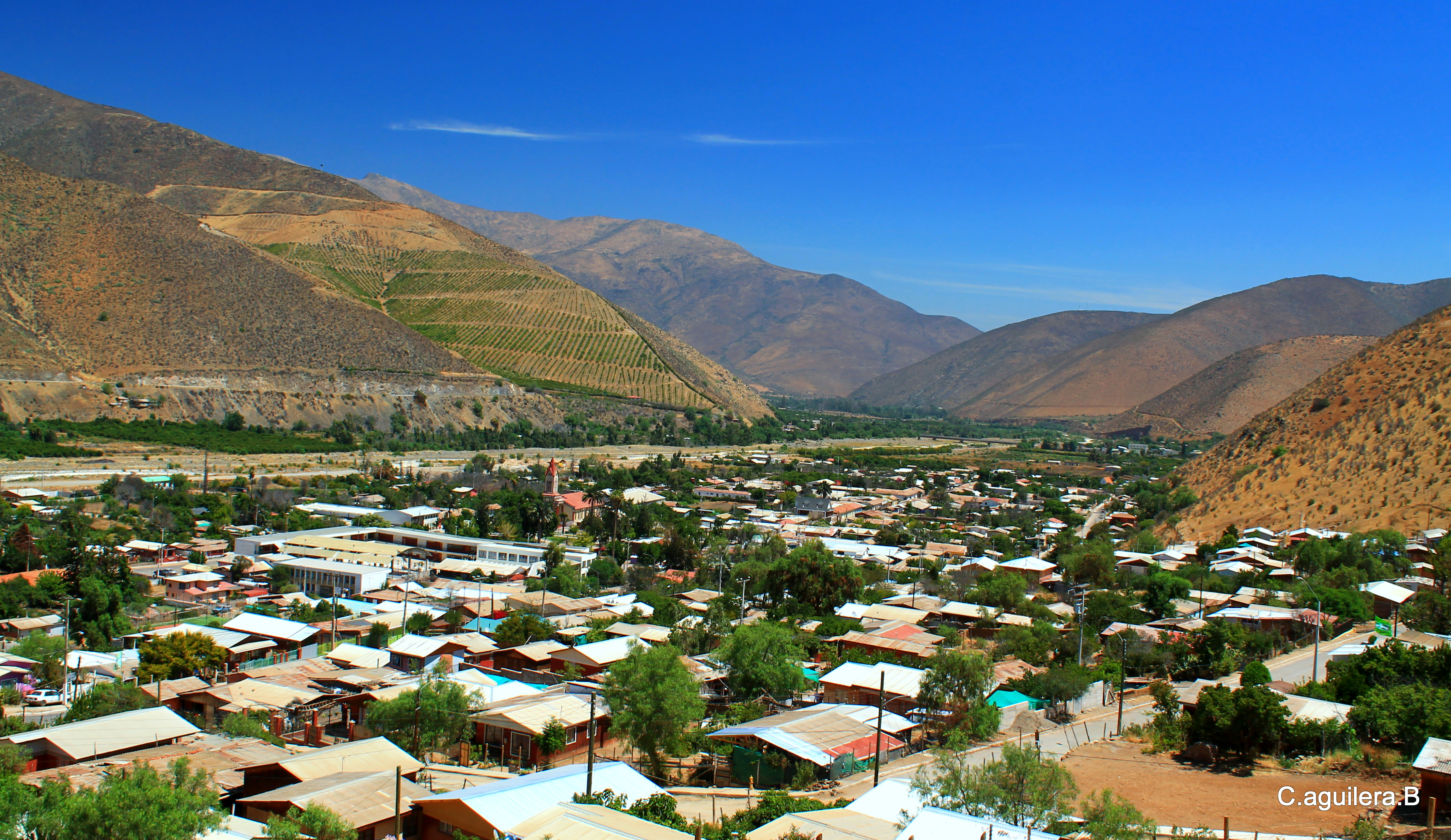
Petorca

Petorca (del mapudungun:  ‘los picotazos’) es una comuna ubicada en la Región de Valparaíso, en la zona central de Chile, en la Provincia de Petorca. 
Se encuentra a 220 kilómetros al norte de Santiago, Capital del país y 190 kilómetros al norte de Valparaíso, Capital Regional. Es la comuna más extensa de la región. Esta comuna es esencialmente rural y también es lugar de tradiciones huasas.

## Historia
Esta zona tiene una larga ocupación humana desde la última glaciación. Tras su fin hace 10 000 años sucesivos grupos humanos han recorrido estos parajes. Tras la invasión inca a Chile, por la zona cordillerana de Petorca pasó el Camino del Inca en Chile central. Este mismo fue seguido por Diego de Almagro en 1536, y por Pedro de Valdivia en 1540 para acceder al Valle de Aconcagua y al Valle del Río Mapocho.

### Como comuna
La comuna de Petorca fue fundada el 8 de abril de 1754 por Domingo Ortiz de Rozas, quien la llamó originalmente "Villa Santa Ana de Briviesca" en honor a su esposa. Fue fundada por orden de la Junta de Poblaciones del Reino de Chile. 
Petorca tiene una historia muy ligada al ámbito minero. En un comienzo pertenecía a la jurisdicción del Real Tribunal de Minería hacia el siglo XVIII, lo que provocó que sus límites jurisdiccionales no estuvieran claros y se establecieran más tarde.
En el sector de Hierro Viejo fue hallado en 1730 el rico manto aurífero de los Tornos. Después de sabida esta noticia el lugar comenzó a poblarse por trabajadores y sus familias, tahúres y sobre todo aventureros; entonces el deshabitado asiento se incrementa y sin autorización comienzan a ocuparse terrenos eriazos pertenecientes a la hacienda Pedegua de la Comunidad Religiosa Agustina de Chile. 
Se conoce como los primeros mineros de la zona a Juan Aballay y Juan José Águila, quienes en 1790 comenzaron la explotación de yacimientos de oro, cobre y plata. Empiezan a crearse herrerías que fabricarán herraduras para las bestias, enllantarán ruedas de carretas y repararán herramientas mineras como chuzos, barrenos y llaucanas. Tanto en los yacimientos de los Tornos como el de Cangalla hicieron que la gente pasara de la escasez a la abundancia y viceversa.
En 1800 el oro se extrae de la mina Mula Muerta. La industria aurífera se ve robustecida con el aporte que hará el Torno, con la cual la producción aumenta enormemente con consecuencias, es decir, el agotamiento de dicho yacimiento. Tanto fue el interés que este yacimiento de los Tornos despertó, que incluso personajes ingleses venidos desde Valparaíso intentaron invertir en este lugar.
Francisco Astaburoaga en 1899 en su Diccionario Geográfico de la República de Chile : 542  escribió sobre el lugar:

Petorca.-—Ciudad capital del departamento de su titulo, que está situada en los 32º 18' Lat. y 70º 58' Lon. sobre la derecha del río también de su nombre y á 501 metros del nivel del Pacífico, estrechando su asiento por el N. una corrida de cerros medianos y áridos que contienen vetas metálicas, en especial las de oro que se descubrieron en su inmediación al NO. entre los años de 1740 y 1745.[4] Esto dió origen al asiento de minas que reunió un número de habitantes y que sirvió al Presidente Ortiz de Rozas para fundar en 1753 el pueblo que denominó, en honor de su esposa, villa de Santa Ana de Briviesca de Petorca. Pero, como se había asentado en los terrenos de los padres agustinos, éstos se opusieron á su establecimiento y fué necesaria la real cédula de 5 de abril de 1761 para allanar las dificultades que impedían regularizarla, aunque esto no se llevó á efecto sino por providencias del Presidente Don Ambrosio O'Higgins en su visita á esta villa en noviembre de 1788. Entonces tomó su forma actual bajo el plan trazado ocho años antes, por el ingeniero de minas Don Antonio Martínez de Mata, corriendo tres calles de E. á O. paralelas á la orilla norte del río y nueve de S. á N., con una plaza en el centro adornada al presente con una pila y bellos árboles. Tomó después cierto aumento, pues ya en 1802 contaba con un vecindario de 200 familias, se formalizó cabildo en ella y fué erigida en capital del partido de Petorca que se creó en ese año con la parte norte del de Quillota. Con la decadencia de aquellas minas, su progreso desmayó también. Hoy la pueblan 1,957 habitantes y contiene iglesia parroquial, escuelas gratuitas para uno y otro sexo, oficinas de registro civil, de correos y telégrafo, y á su contorno huertos y viñas; es asiento de municipalidad que comprende el territorio de las subdelegaciones de su nombre. Hierro Viejo y Pedegua. Por decreto de 22 de enero se le confirió el título de ciudad.

En 1924 se inaugura el ramal ferroviario que conecta a Pedegua con la estación de ferrocarriles de Petorca, incluyendo las estaciones de Manuel Montt y Hierro Viejo. Sin embargo, el ramal deja de transportar pasajeros para 1965.
El geógrafo Luis Risopatrón lo describe a Petorca en su libro Diccionario Jeográfico de Chile en el año 1924: : 660 

Petorca (Ciudad). 32° 15' 70° 57' Se estiende de E a W, en la márjen N del rio del mismo nombre i está compuesta de una treintena de manzanas cortadas en ángulo recto, con una plaza en el centro, bajo el plan trazado en 1780 por el injeniero de minas don Antonio Martínez de Mata, a la altitud de 501 m, al pié dé una corrida de cerros medianos i áridos que la dominan por el N, los que contienen vetas metálicas, especialmente de oro i yacimientos de yeso; las minas descubiertas en sus cercanías entre los años de 1740 i 1745, dieron oríjen a la formación de un asiento de mineros en este sitio, que habia sido azotado por el terremoto de 1730, asiento que sirvió al Presidente Ortiz de Rozas, para fundar en 1753, la villa que denominó de Santa Ana de Briviesca de Petorca, en honor de su esposa. Pero como se habia asentado en terrenos de los padres agustinos, éstos se opusieron a su establecimiento i fué necesaria la real cédula de 5 de abril de 1761, para allanar las dificultades que impedían regularizarla, lo que no se llevó a efecto, sino después de la visita hecha por el Presidente don Ambrosio O'Higgins, en noviembre de 1788; obtuvo el título de ciudad por decreto de 22 de enero de 1870.

Ya en el siglo XX la industria minera se liga a lo que es el aporte de la familia Callejas Zamora, sobre todo con la habilitación de la mina de San Juan de Capote a la que se sumarán empresas en el distrito del Bronce por allá en los años 30 y siempre a cargo de la familia Callejas, la Compañía Minera El Bronce de Petorca, que en un comienzo fue conectada para razones de energía en la Compañía Chilena de Electricidad de la Patagua. Algunos sectores de la comuna son especialmente "mineros", tales como: Villa Alberto Callejas, El Bronce y El Morado, entre otros.

## Geografía

### Geomorfología
La comuna de Petorca se encuentra emplazada en las unidades geomorfológicas de Cordones transversales y Cordillera andina de retención crionival; la geografía de la zona es sumamente montañosa, y consta de dos cordones que cierran el valle por el norte y el sur, uniendo la cordillera de la Costa con la Cordillera de Los Andes. Por el fondo del valle discurre el río Petorca, el que permite que se realicen las actividades agrícolas que ocupan a la mayor parte de la población de la comuna. 

### Clima
Presenta según la clasificación climática de Köppen clima de tundra de lluvia invernal (ET (s)), clima mediterráneo de lluvia invernal (Csb), clima mediterráneo de lluvia invernal de altura (Csb (h)) y clima semiárido de lluvia invernal (BSk (s)).
El clima corresponde a uno estepárico cálido, con temperaturas que promedian los 30 °C en primavera y verano y 3 °C en otoño e invierno. Las lluvias se concentran en los meses invernales, siendo los meses de verano sumamente secos.

### Hidrología
Esta además se halla entre las cuencas hidrográficas de Costeras entre el río Choapa y río Quilimarí, río Choapa, río La Ligua, río Petorca y río Quilimarí. Además, la comuna posee diversos cuerpos de agua, entre los que se destacan la laguna Los Maitenes; y río del Sobrante, río Pedernal y río Petorca.

## Medio ambiente

Trazado simplificado de los ecosistemas y cuerpos de agua presentes en la comuna de Petorca.

### Componentes bióticos
Dentro del territorio de la comuna se pueden hallar los siguientes ecosistemas:
- Bosque esclerófilo mediterráneo andino donde predominan Kageneckia angustifolia y Guindilia trinervis (Vulnerable)
- Bosque esclerófilo mediterráneo costero donde predominan Cryptocarya alba y Peumus boldus (Vulnerable)
- Bosque espinoso mediterráneo interior donde predominan Acacia caven y Prosopis chilensis (Vulnerable)
- Herbazal mediterráneo andino donde predominan Nastanthus spathulatus y Menonvillea spathulata (Preocupación menor)
- Matorral arborescente esclerófilo mediterráneo interior donde predominan Quillaja saponaria y Porlieria chilensis (Preocupación menor)
- Matorral bajo mediterráneo andino donde predominan Chuquiraga oppositifolia y Nardophyllum lanatum (Preocupación menor)
- Matorral bajo mediterráneo andino donde predominan Laretia acaulis y Berberis empetrifolia (Preocupación menor)
- Matorral espinoso mediterráneo interior donde predominan Puya coerulea y Colliguaja odorifera (Casi amenazado)
- Matorral espinoso mediterráneo interior donde predominan Trevoa quinquinervia y Colliguaja odorifera (Preocupación menor)
- Zonas geográficas hinóspitas sin vegetación (Sin información)

### Medidas de protección ambiental y conflictos socioambientales
Hasta 2022, la comuna de Petorca cuenta con las siguientes zonas que poseen algún nivel de protección ambiental:
- Altos de Petorca y Alicahue (Sitios Ley 19.300)[15]
- Palmas de Tilama (Sitios ERB)[16]
- Petorca (Sitios ERB)[17]
- río Petorca (Sitios ERB)[18]
- Zona Media Superior Petorca (Sitios ERB)[19]

Durante las últimas décadas se ha producido un fuerte fenómeno de sequía que afecta al Petorca, y a otros cursos de agua de la región, provocados por la actividad humana y el cambio climático.

## Administración

### Municipalidad
La Ilustre Municipalidad de Petorca es dirigida por el alcalde GUSTAVO HENRIQUEZ TOLEDO (Ind./RN), el cual es asesorado por los concejales:
- Ronald Astudillo Hernández (Ind./RN)
- Rodrigo Cuevas Vivanco (DC)
- Héctor Guerrero Olmos (PR)
- Jaime Paredes Reyes (PPD)
- Lucía Delgado Astudillo (FRVS)
- Ondina Figueroa Figueroa (PC)

### Representación parlamentaria
A nivel parlamentario, la comuna pertenece al Distrito Electoral n.º 6 y a la VI Circunscripción Senatorial (Región de Valparaíso). Es representada en la Cámara de Diputados y Diputadas del Congreso Nacional por los diputados Diego Ibáñez (CS), Francisca Bello (CS), Nelson Venegas (PS), Carolina Marzán (PPD), Andrés Longton (RN), Camila Flores (RN), Chiara Barchiesi (PRCh) y Gaspar Rivas (PDG) en el periodo 2022-2026. A su vez es representada en el Senado de Chile por los senadores Francisco Chahuán (RN), Kenneth Pugh (RN), Ricardo Lagos Weber (PPD), Isabel Allende (PS) y Juan Ignacio Latorre (RD).

## Economía
La principal actividad económica de la comuna es la agricultura, destacando la producción de paltas. Producto del intenso use de agua requerido para producir paltas, el exceso otorgamiento de derechos de agua, y la extracción ilegal de agua, la cuenca del río se encuentra actualmente sobre-explotada, afectando negativamente a la flora y fauna local, también como a los pequeños agricultores.
Además de agricultura, en la comuna se encuentran yacimientos de oro, cobre y plata, que dan vida a la actividad de pequeños mineros y pirquineros.
El turismo representa una actividad menor pero creciente en la zona.
En 2018, la cantidad de empresas registradas en Petorca fue de 147. El Índice de Complejidad Económica (ECI) en el mismo año fue de -0,69, mientras que las actividades económicas con mayor índice de Ventaja Comparativa Revelada (RCA) fueron Elaboración de Productos de Cobre en Formas Primarias (314,78), Cultivos Frutales en Árboles con Ciclo de Vida Mayor a una Temporada (57,58) y Cosecha, Poda, Amarre y Labores de Adecuación de Plantas (15,13).

## Cultura
En los meses de verano (enero y febrero) se realizan las semanas de cada localidad, destacándose entre éstas la "Semana Petorquina", "Chincolcana", y "Hierruna", que van sucediéndose unas a otras. En estas festividades se realizan competencias deportivas, elecciones de reinas, festivales de la canción, etc., donde participa toda la comunidad a través de sus organizaciones sociales.

### Gastronomía
Existen en Petorca varios restaurantes donde es posible encontrar buenos y económicos menús con comidas tradicionales, como el "Restaurante Valsof", "Donde Manuel", "Tamy’s Club", "Karvann", ubicado en la calle principal de Petorca, "El Yugo" y "La Casona". En Chincolco se puede encontrar el restaurante típico "El Rincón Criollo", donde se puede degustar las ricas parrilladas y el vino casero; además de la "Hostería Chincolco", que ofrece alojamiento y servicio de restaurante especialmente a turistas. Los famosos dulces de Chincolco pueden ser encontrados exclusivamente en la dulcería "El Castillo", "La Sra. Inés" o almacén "Tía Fresia", en los cuales son fabricados por sus propios dueños.

## Lugares de interés

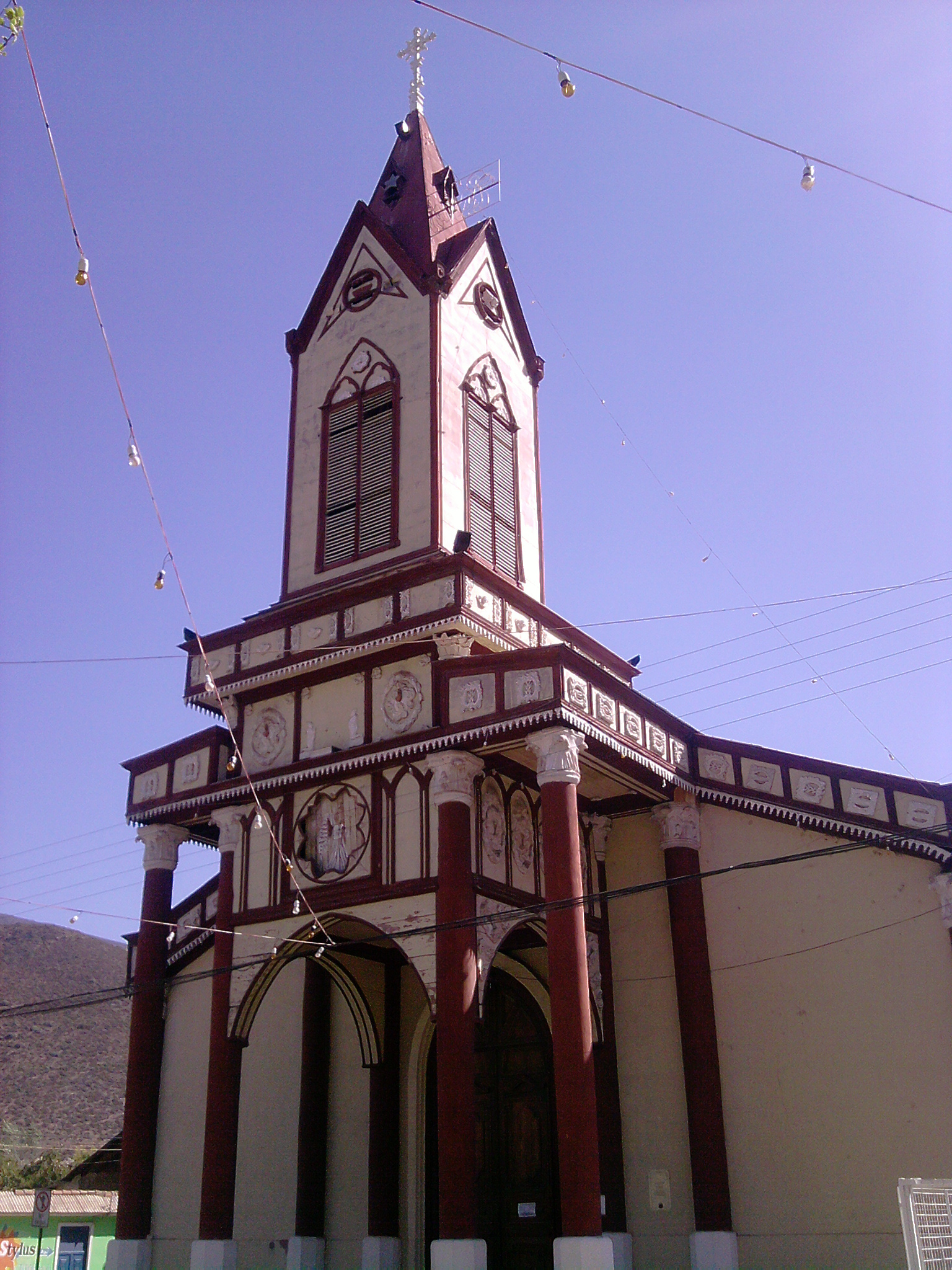
Iglesia de Petorca.

Durante el trayecto hacia Petorca se pueden visitar varias localidades tales como Pedegua, Manuel Montt, Hierro Viejo, destacándose sus hermosas plantaciones de paltos y limones. En la localidad de Hierro Viejo existe una piscina pública a orillas del camino, y a cien metros de ella, hacia el cerro, se encuentra una gran roca con petroglifos, en un adelanto de los múltiples dibujos en roca que se pueden encontrar en las localidades de Chalaco, El Pedernal y Calle Larga.
En Hierro Viejo se encuentra la extraña y hermosa formación rocosa denominada la escalera del diablo, se aprecia a una distancia de aprox. 900 metros de altura hacia el sudeste. Atreviéndose por una subida muy empinada de mediana dificultad , se puede gozar de una extraordinaria vista de casi toda la comuna, desde la cordillera de los Andes hacia el este, siguiendo por los sectores de Petorca, la Ñipa, parte de Chincolco y hacia abajo, todo el pueblo de Hierro Viejo.
En el sector periférico a la Plaza de Armas, en su lado noroeste, es posible encontrar el vestigio de una antigua casa colonial, de la que actualmente sólo sobrevive un Dintel de madera de algarrobo, amarrado con correones de cuero.
Otro lugar de interés lo constituye la Iglesia Nuestra Señora de la Merced, una de las más antiguas de la zona, fue construida por los Jesuitas el año 1640. Ha sido reconstruida en tres oportunidades; en los años 1780, 1800 y 1857. Sus líneas arquitectónicas se han mantenido a través del tiempo, así como los importantes tesoros que se guardan en ella. Entre estos tesoros se encuentra un Cristo de madera articulado de tamaño natural, traído por los Jesuitas en el año 1660. El Sagrario es de plata labrada y se cuenta que gran parte del altar era de plata, el que habría sido donado para financiar la guerra de 1879. En retribución, el Ejército de Chile regaló los casquetes de bronce de las balas de los cañones, los que se convirtieron en floreros. También se pueden observar óleos de gran tamaño que datan del siglo XVII. Digno de mención es el hermoso Púlpito de madera labrada, que fuera realizado por un artesano local. Por último, y de más reciente data, se encuentra la imagen en madera de Santa Teresa de Los Andes, esculpida en Ecuador y donada por una familia de la ciudad de La Ligua.
También es de interés turístico la Casa de Manuel Montt, donde naciera el 4 de septiembre de 1809 el expresidente de la República, quien gobernó entre los años 1851 y 1861. Esta Casa se incendió en 1969, destruyéndose en la ocasión valiosos archivos y manuscritos del Presidente. Fue declarada Monumento Nacional el 25 de enero de 1929. Recientemente fue reconstruida y refaccionada, habitándola como Biblioteca Pública y lugar de reuniones de la Comunidad.
A 27 kilómetros al noreste de Petorca, camino a El Pedernal puede encontrarse el sector llamado El Arenal, con una superficie cercana a las dos hectáreas, en las que pueden hallarse la mayor concentración de petroglifos de gran belleza y misterio, los que son atribuidos a las poblaciones indígenas que habitaron la zona a partir del año 500 Después de Cristo, aproximadamente.
Otros lugares de interés son las Bodegas de El Sobrante, La Poza del Renegado, en El Pedernal, Quebrada La Monhuaca, en Chalaco, Él Arenal, en El Pedernal, La Escalera del Diablo, en Hierro Viejo, Iglesia de Petorca, Plaza de Armas de Petorca, Casa de la Cultura, Presidente Manuel Montt, La Portada de Chincolco, Plaza Hierro Viejo, Palquico, Las Palmas y Frutillar.

## Transporte

### Accesos
La principal ruta de acceso a la comuna de Petorca es la ruta E-35, que la conecta con Cabildo, y la capital provincial La Ligua.
Los caminos desde la Ruta 5 Norte hasta Chincolco se encuentran pavimentados. Próximamente se encontrará habilitado con imprimación asfáltica el camino interior que va desde Pedegua hasta Las Palmas, y que terminará de unir a la Quinta Región con la zona de Illapel (Región de Coquimbo).

## Medios de comunicación

### Radioemisoras
FM
- 88.3 MHz - HE Radio
- 99.1 MHz - Radio Montealegre
- 102.3 MHz - Radio Crystal
- 104.7 MHz - Dulce FM
- 107.1 MHz - Chincolco La Radio
- 107.5 MHz - Radio La Merced

### Televisión
TDT
- 6.1 - Chilevisión HD
- 6.2 - UChile TV
- 8.1 - TVN HD
- 8.2 - NTV

## Personajes destacados
- José Manuel Borgoño: Militar y político chileno (1792-1848).
- Manuel Montt: Presidente de la República de Chile (1851-1861).
- Samuel León Silva: diputado y Alcalde de Valparaíso (1863-1923).
- Miguel José Cambiaso Tapia: Militar y político chileno (1823-1852).